# Florian Lambert
Pour les articles homonymes, voir Lambert.
Florian Lambert (27 septembre 1942 à Issoudun, Québec) est un chansonnier et un auteur-compositeur-interprète québécois. Il est aussi musicien, poète et conteur.

## Biographie
En 1950, ses parents déménagent à Chaudière-Bassin (Saint-Romuald), pays d’origine de ses ancêtres. Adolescent, il connaissait par cœur les succès du palmarès. C'est en 1960 qu'il commence sa carrière musicale. Au cours des années 1960, il gagne déjà ses premiers sous en chantant avec un petit orchestre de danse. Au milieu des années 1970, il commence sa carrière de chansonnier. Ainsi s'amorce un long parcours artistique : études à l'École de Musique de l'Université Laval, enseignement de la guitare classique, création et arrangements de chansons et de pièces musicales, animations pédagogiques dans le milieu scolaire, conférences, direction musicale et spectacles à travers le Canada, en Nouvelle-Angleterre, en France, en Suisse, en Espagne et en Martinique.
Depuis 1990, il a donne des conférences sur l’histoire de la chanson. À l'automne 1998, à la télévision communautaire de Télécom 9 (aujourd'hui Canal Vox), à Québec, il anime « Y'a d'la chanson dans l'air », une série de dix émissions de télévision consacrée à la jeune chanson.
En 2000, il démarre, avec la collaboration de « Rue Principale de Saint-Romuald », une boîte à chansons, qui est devenue aujourd’hui une salle de spectacles très appréciée sur la rive sud de Québec. C'est le vieux bureau de poste de Saint-Romuald. En cours de route, il réalise sept albums, dont trois de ses chansons. Son dernier album intitulé Célébrons la vie fut réalisé en 2003.
Depuis 2004, il abandonne le spectacle « tout-public ». Il s’implique dans sa communauté, forme un comité de citoyens dans son quartier, afin de doter Chaudière-Bassin d’un parc et crée un organisme sans but lucratif, sous le nom de Les Compagnons de la Ferme Lemelin. Toutefois, il demeure actif sur le plan artistique, animant des groupes de personnes âgées, des ateliers dans des écoles et fait des prestations lors de colloques et congrès.
En 2006, sa passion pour l’histoire, l’amène à produire un document audiovisuel (en format DVD), racontant l’histoire de Chaudière-Bassin ; à la suite de cette production, il présente des conférences pour divers groupes culturels de la région de Lévis.
En 2007, il participa à l'animation de la Fête nationale du Québec dans la cour de l'École primaire Saint-Joseph du Vieux-Lauzon dans le cadre du 360e anniversaire de l'arrivée de Guillaume Couture.
En 2008, il anima et participa à la Fête nationale du Québec au Fort Numéro-un (Forts-de-Lévis) de Lévis. C'était la première fois dans l'histoire du vieux fort que la Fête du Québec était célébrée à cet endroit.
En 2010, il fit un retour sur scène le 25 septembre pour fêter ses 50 ans de carrière musicale à l'Anglicane de Lévis. Il était accompagné par six musiciens, dont Jeannot Turcotte pianiste, Anne Bilodeau et Lucie Allard violonistes, Cécilia Mallette violoncelliste, Raymond Couture contrebassiste et de ses deux enfants Roseline et Alexandre, voix et chants.
En 2011, il présente une chanson intitulée « Les visages de Lévis » dans le cadre des Fêtes du 150e de Lévis et du 375e anniversaire de la fondation de la seigneurie de Lauzon.

## Sources
- DVD : L'histoire de Chaudière-Bassin (2006) par Florian Lambert.
- Site officiel de Florian Lambert.